# Кентшинский повет
Кентшинский повет (пол. Powiat kętrzyński) — повет (район) в Польше, входит как административная единица в Варминьско-Мазурское воеводство. Центр повета — город Кентшин. Занимает площадь 1212,99 км². Население — 63 470 человек (на 31 декабря 2017 года).

## Административное деление
- города: Кентшин, Корше, Решель
- городские гмины: Кентшин
- городско-сельские гмины: Гмина Корше, Гмина Решель
- сельские гмины: Гмина Барцяны, Гмина Кентшин, Гмина Сроково

## Демография
Население повята дано на 31 декабря 2017 года.
| Перепись            | Всего | Мужчины | Женщины |
| ------------------- | ----- | ------- | ------- |
| Всего               | 63470 | 31156   | 32314   |
| Городское население | 36439 | 17400   | 19039   |
| Сельское население  | 27031 | 13756   | 13275   |